# Ramón Pileta
Ramón Pileta Tamayo (ur. 20 marca 1977) – kubański, a od 2007 roku honduraski judoka. Olimpijczyk z Rio de Janeiro2016, gdzie zajął 33. miejsce w wadze ciężkiej.
Uczestnik Pucharu Świata w 1998, 2014 i 2016. Piąty na igrzyskach panamerykańskich w 2015. Brązowy medalista igrzysk Ameryki Środkowej i Karaibów w 2014. Wielokrotny medalista mistrzostw Kuby.

## Letnie Igrzyska Olimpijskie 2016
| Konkurencja | Eliminacje           | Klas. końcowa |
| Konkurencja | Przeciwnik I         | Miejsce       |
| ----------- | -------------------- | ------------- |
| +60 kg      | Rafael Silva (BRA) P | 33.           |